# Beat the Devil (Theaterstück)
Beat the Devil  ist ein Ein-Personen-Stück des britischen Autors David Hare. Der Monolog thematisiert die Erfahrung des Autors, der sich 2020 mit dem Coronavirus infiziert hatte, mit seiner Erkrankung. In seinem Stück, in dem er akribisch die einzelnen Stadien seiner Krankheit reflektiert, rechnet er mit flammenden Worten mit der Inkompetenz der Regierung Johnson ab, und mit deren Unfähigkeit, mit der Krise umzugehen.
Das Stück ist ein Einakter und dauert etwa 50 Minuten.
Die Uraufführung mit Ralph Fiennes als Akteur fand am 30. August 2020 im Bridge Theatre in London statt. Wegen der Corona-Pandemie waren in dem 900 Personen fassenden Saal nur 250 Zuschauer zugelassen.
Laut Gina Thomas, der Kritikerin der Frankfurter Allgemeinen Zeitung, lässt Fiennes eine bitterböse „Schimpfkanonade“ auf die Handhabung der Pandemie durch die Regierung von Boris Johnson los. „Man tue dem Wort mittelmäßig Gewalt an, indem man Mittelmaß mit Inkompetenz gleichsetze“, zitiert sie aus dem Stück, und gelegentlich sehe der Autor „Parallelen zwischen seinem Fieberwahn und dem Irrwitz der Regierung“.
Die Inszenierung stieß international durchweg auf ein positives Medienecho, sowohl was das Stück selbst, die Inszenierung und die Performance von Ralph Fiennes betrifft.
Die Inszenierung durch Nicholas Hytner war der Auftakt zu einer Serie von Einaktern, die in der Spielzeit 2020/2021 am Bridge Theatre aufgeführt wurden.
Eine Filmfassung des Stücks wurde am 11. November 2021 in den Vereinigten Staaten auf Showtime und im Vereinigten Königreich auf Sky Arts ausgestrahlt.

## Textausgabe
- Beat the Devil. A Covid Monologue. London: Faber & Faber 2020. ISBN 978-0-57136609-5